# Матвеев, Дмитрий Павлович
Дми́трий Па́влович Матве́ев (2 мая 1944, село Дубовка, Горьковская область) — советский гребец-байдарочник, выступал за сборную СССР во второй половине 1960-х годов. Участник летних Олимпийских игр в Мехико, чемпион мира, бронзовый призёр чемпионата Европы, чемпион всесоюзного первенства, победитель регат республиканского и международного значения. На соревнованиях представлял физкультурно-спортивное объединение Вооружённых сил, заслуженный мастер спорта.

## Биография
Дмитрий Матвеев родился 2 мая 1944 года в селе Дубовка Горьковской области. Активно заниматься греблей начал, когда в 1951 году семья будущего чемпиона мира переехала в г. Дубоссары на строительство Дубоссарской ГЭС, где и прошло детство и юношество: учился в СШ №2 г. Дубоссары и одновременно занимался спортом на Дубоссарской республиканской гребной базе под руководством заслуженного тренера МССР В. Я. Марченко, вместе с юным Ю. Н. Филатовым. Далее с 14-ти лет в г. Кишинёве, где проходил подготовку под руководством тренера Вадима Качура, состоял в физкультурно-спортивном объединении Вооружённых сил.
Первого серьёзного успеха добился в 1963 году, когда стал чемпионом Европы и мира среди юниоров. В последующих сезонах неоднократно попадал в число призёров взрослого всесоюзного первенства, а в 1966 году добился звания чемпиона, одержав победу в гонке байдарок-одиночек на дистанции 1000 метров. Попав в основной состав советской национальной сборной, побывал на чемпионате мира в Восточном Берлине и завоевал там золотую медаль в программе эстафеты 4 × 500 м. За это достижение по итогам сезона удостоен почётного звания «Заслуженный мастер спорта СССР».
Благодаря череде удачных выступлений в 1968 году Матвеев удостоился права защищать честь страны на летних Олимпийских играх в Мехико — участвовал в километровом заплыве четырёхместных экипажей, вместе с командой, куда также вошли гребцы Николай Чужиков, Юрий Стеценко и Георгий Карюхин, уверенно прошёл предварительный раунд, но в полуфинале у них лопнул рулевой трос, лодка сошла с дистанции и упёрлась носом в берег. После проверки оказалось, что трос был надкушен таким образом, что не выдержал всю дистанцию и лопнул. «Мы, четверо здоровых мужчин, сидели в лодке и плакали навзрыд…».
После Олимпиады Дмитрий Матвеев остался в основном составе советской национальной сборной и продолжил принимать участие в крупнейших международных соревнованиях. Так, в 1969 году на чемпионате Европы в Москве он выиграл бронзовую медаль в километровом зачёте среди четвёрок. Оставался действующим спортсменом вплоть до 1973 года, ещё несколько раз получал медали первенств Советского Союза и Молдавской ССР. Завершив спортивную карьеру, перешёл на тренерскую работу. Ныне проживает в Кишинёве.